# Henri Staal (politicus)
Hendrik Pieter (Henri) Staal (Zwolle, 17 juni 1845 - 's-Gravenhage, 15 oktober 1920) was een Nederlands, en hervormd officier en politicus.

## Militaire loopbaan
In 1862 werd Staal, telg uit het geslacht Staal, toegelaten tot de Koninklijke Militaire Academie te Breda waar hij tot 1866 de officiersopleiding volgde waarna hij tot 1902 diverse rangen in het leger doorliep. Vanaf 1897 was hij drie jaar directeur van de Hogere Krijgsschool te Den Haag. In 1902 werd hij sous-chef van de Generale Staf tot hij in 1905 gevraagd werd als minister van Oorlog. Hij bracht het als militair tot de rang generaal-majoor in 1903. In 1910, drie jaar na zijn ontslag ontving hij de rang van luitenant-generaal. Zijn militaire carrière wordt als succesvol beschouwd.

## Politieke loopbaan
Als liberaal politicus was hij minister van Oorlog in het linkse (minderheids-)kabinet-De Meester. Dit kabinet werd in die tijd wel "de Staalmeesters" genoemd. Staal probeerde te komen tot het afschaffen van de algemene dienstplicht en een vermindering van de militaire uitgaven.
Hij werd het middelpunt van een conflict over het afschaffen van het zogenaamde 'blijvende gedeelte' van het leger, wat onderdeel was van de oorlogsbegroting 1907. Hij overleefde op 21/22 december 1906 een debat in de Tweede Kamer ('de Nacht van Staal'). Op 9 februari 1907 werd zijn begroting door de Eerste Kamer verworpen. Hij trad op 7 april 1907 af, waarna het hele kabinet het ontslag aanbood. Na een crisis van twee maanden keerde het kabinet terug, maar zonder Staal, die per 10 mei 1907 door de Provinciale Staten van Noord-Holland was gekozen tot lid van de Eerste Kamer der Staten-Generaal. Deze functie zou hij tot zijn dood vervullen.
Staal viel op door een voor zijn tijdgenoten al te jolige houding in zijn ministerschap.

## Familie, jeugd en gezin
Henri Staal was de zoon van Johan Christoffel Staal en Sara Helena Maria Staal. Zijn vader was gemeenteontvanger. Drie van zijn vier broers hadden een carrière in het leger. Hij volgde de Nutsschool en waarschijnlijk het Stedelijk Instituut van Elberts in Zwolle. In 1873 huwde hij Maria Louise Cobet met wie hij een zoon en twee dochters had.
Hij was de schoonvader van Jan Tijmens Linthorst Homan en de grootvader van Hans en Harry Linthorst Homan, die alle drie Commissaris van de Koningin waren.

## Ridderorden
Staal was Ridder in de Orde van de Nederlandse Leeuw.

## Publicaties
- De opleiding onzer infanterie door S. (Zwolle 1876)
- Geschiedenis en strekking van het defensie-hoofdstuk onzer Grondwet (Zwolle 1880)
- De wapenen hoog gehouden, in: "De Gids 25" (1907)
- Om der waarheid wille. Een protest tegen eenige onjuiste beschouwingen en voorstellingen in zake mijn optreden als minister van Oorlog (1907)
- De verbetering onzer kustverdediging. Eenige beschouwingen naar aanleiding van het regeeringsvoorstel (Den Haag 1910)
- De nieuwe militiewet (Amsterdam 1912)

- Biografisch Portaal: 43156232
- Digitale Bibliotheek voor de Nederlandse Letteren: staa027
- International Standard Name Identifier: 0000 0003 8943 2768
- Nederlandse Thesaurus van Auteursnamen: 075242575
- Parlement.com: vg09ll96hazr
- Virtual International Authority File: 282837141
- WorldCat: E39PBJkp7CG8RdxPFQjkXRCbBP